# ماري بونابرت وايز
ماري ليتيتيا دي سولمز ولدت باسم بونابرت وايز (25 أبريل 1831 - 6 فبراير 1902)، مؤلفة ومضيفة أدبية فرنسية .

## سيرة شخصية
ولدت ماري ليتيتيا في مديمة وترفورد ، بأيرلندا، و وهي حفيدة لوسيان بونابرت (تعتبر ابنة أخت الإمبراطور نابليون الأول ) من زوجته الثانية ، من خلال زواج ابنته ليتيسيا من السير توماس وايز ، وهو إيرلندي، مفوض بريطاني في أثينا، وعضو البرلمان. ومع ذلك، فقد ولدت بعد انفصال والدتها عن وايز ، وكان والدها البيولوجي ضابطًا بالجيش البريطاني الكابتن ستودهولمي جون هودجسون . 
درست في العاصمة باريس . في ديسمبر 1848، عندما كانت ماري في السابعة عشرة من عمرها، من فريديريك جوزيف دي سولمز (1815-1863)، وهو رجل نبيل ثري من مديمة ستراسبورغ والذي سرعان ما تركها ليذهب إلى أمريكا. بقيت ماري، المعروفة باسم "أميرة دي سولمز"، مع والدتها، التي كانت تحتفظ بصالون رائع في باريس يتردد عليه فيكتور هوغو ، ويوجين سو ، والأصغر ألكسندر دوما ، وغيرهم من الكتاب.

## كتابات
تتكون كتاباتها من اسكتشات وأشعار ومسرحيات وروايات متنوعة، مثل لو كنت ملكة (1868) و حفلات الزفاف الكريول (1866)، أعيد طبعها تحت عنوان المغنية (1870). روايتها بيتشفيل عام 1867، وهي هجوم مقنع على مجتمع فلورنسا ، عاصمة مملكة إيطاليا الجديدة، سببت إحراجًا خطيرًا لراتازي، الذي كان يشغل منصب رئيس وزراء المملكة المنشأة حديثًا. كما كتبت أيضًا دراما المغامر مستعمرة (1885)؛ وحجم الحكايات لغز بلا مفتاح (1894).

## الأدب
- الجسور، بيتر. قلم النار: جون مونكيور دانيال (كينت، أوهايو: مطبعة جامعة ولاية كينت، 2002)
- Dictionnaire du Second Empire (باريس: Librairie Artheme Fayard، 1995)، 1205
- المعجم الكبير العالمي du XIX Siecle (لاروس) (باريس: سلاتكين، 1982)، 13:730
- جريرسون، صور باريسية (نيويورك، 1913)

## روابط خارجية
- Madame Rattazzi (1873). Cara patria. Paris: Librairie des bibliophiles. ص. 1.
- Marie de Solms (1858). Eugène Sue, photographié par lui-même. Geneva: C.-L. Sabot.
- Marie Rattazzi (1866). Les mariages de la créole. Brussels: s.n. ص. 5.